# Monocelopsis septentrionalis
Monocelopsis septentrionalis är en plattmaskart som först beskrevs av Sopott 1972, och fick sitt nu gällande namn av Martens och Cur.-Galletti 1994. Monocelopsis septentrionalis ingår i släktet Monocelopsis och familjen Monocelididae. Inga underarter finns listade i Catalogue of Life.